# حلقة ويلسون
حلقة ويلسون، أو عقدة ويلسون (Wilson Loop)، هو معيار في نظرية المقياس، لا متغير ممكن ملاحظته والذي يتم الحصول عليه من ههلونومية قياس اتصال في جميع أنحاء حلقة معينة. في النظرية الكلاسيكية، فإن حاصل جمع كل حلقات ويلسون تحتوي على معلومات كافية لإعادة بناء مقياس الصدد وحتى الوصول إلى قياس التحول.

## نظرة عامة
في نظرية الحقل الكمومي, يتم تعريف حلقة ويلسون كمعامل حسن نية في مساحات فوك كمسألة رياضية حساسة تتطلب اتخاذ عملية تسوية من خلال تأطير كل حلقة. يقدم مفاعل حلقة ويلسون تفسيرا للخلق الابتدائي الذي يثير الحقل الكمومي والتي يتم توطينها على الحلقة. في هذه الطريقة، تصبج  "أنابيب تدفق"فاراداي مثيرات ابتدائية تحد من كمومية المجال الكهرومغناطيسي.